# Grouvellinus leonardodicaprioi
Grouvellinus leonardodicaprioi (Freitag, Pangantihon e Njunjić, 2018) è un insetto dell'ordine dei Coleoptera, endemico della Malaysia.
Il suo nome deriva dall'attore Leonardo DiCaprio, come riconoscimento per il suo attivismo da ambientalista, in particolare per l'attività di sensibilizzazione sui temi del cambiamento climatico e della salvaguardia della biodiversità. L'insetto è stato scoperto nel 2018 da alcuni citizen scientist durante la prima spedizione sul campo della Taxon Expeditions, organizzazione che permette a semplici appassionati di biodiversità di partecipare a spedizioni scientifiche.